# Судзуки, Кэнта
Кэнта Судзуки (яп. 鈴木 健太; род. 24 августа 1975, Кобе) — японский политический и государственный деятель, губернатор Акиты (с 2025).

## Биография
Родился 24 августа 1975 года в Кобе, префектура Хиого, Япония, в семье владельцев газетного киоска.
В 2000 году он окончил юридический факультет Киотского университета, после чего поступил на военную службу в Сухопутные силы самообороны Японии. В 2006 году он ушёл в отставку с военной службы и переехал в Акиту, где начал юридическую карьеру.
В 2015 году он был избран в Ассамблею префектуры Акиты от «Либерально-демократической партии Японии», а в 2023 году занял пост заместителя её спикера.
15 ноября 2024 года он объявил о намерении выдвинуть свою кандидатуру на предстоящих выборах губернатора, сложив мандат депутата регионального парламента, а 31 января 2025 года он официально вышел из партии. По результатам голосования, состоявшегося 20 марта 2025 года, Судзуки одержал победу на губернаторских выборах и 20 апреля официально вступил в должность.